# Anoteropsis senica
Anoteropsis senica là một loài nhện trong họ Lycosidae.
Loài này thuộc chi Anoteropsis. Anoteropsis senica được Ludwig Carl Christian Koch miêu tả năm 1877.